# Monumento a los soldados (Oregón)
El Monumento a los soldados es un monumento que consta de tres estatuas, una de bronce y dos de mármol del escultor Lorado Taft, agrupadas alrededor de una exedra diseñada por el estudio de arquitectura Pond and Pond. Se encuentra en Oregón, en el estado de Illinois (Estados Unidos). Fue dedicado en 1916. La escultura es parte del distrito histórico comercial de Oregón. El distrito fue designado e incluido en el Registro Nacional de Lugares Históricos en agosto de 2006.

## Ubicación
Este ejemplo de arte público se encuentra justo al lado de la ruta 64 de Illinois a su paso por Oregón. Se encuentra en el lado sureste de la plaza del Palacio de Justicia del Condado de Old Ogle.

## Monumento

### Descripción
Los ojos se sienten atraídos por las escaleras de mármol blanco centradas que conducen a la parte principal del monumento. En la parte superior de las escaleras está la característica dominante de la instalación. La figura femenina clásica de gran tamaño de Taft está de pie con los brazos extendidos, agarrando una corona de laurel en cada mano. Detrás de ella hay una exedra diseñada por los arquitectos Pond and Pond.  La exedra se extiende alrededor de la instalación ya ambos lados de la escultura femenina hay bancos empotrados. Sobre los bancos hay placas de bronce que honran a los veteranos de la Guerra Civil y la guerra hispanoamericana ;  encima de las placas de guerra individuales hay un revestimiento de bronce que dice: "El condado de Ogle honra a sus hijos". Flanqueando la escultura dominante hay dos soldados sobre pedestales, uno mirando al norte y el otro mirando al sur. Los soldados de Tafts fueron tallados en mármol obtenido en el estado estadounidense de Georgia.  El Monumento a los Soldados fue construido, con la aprobación de la Junta del Condado de Ogle en 1916, por no más de $21 000. Hoy (2007), se estima que este ejemplo del trabajo de Lorado Taft tiene un valor de más de un millón de dólares.

### Interpretación
La figura femenina de bronce del centro, que sostiene las coronas de laurel, representa a América.  El soldado en el lado sur del monumento es un soldado de infantería y mira hacia el norte, hacia casa. El otro soldado, en la mitad norte de la instalación, es un soldado de caballería, mira hacia el sur, con la mano en la empuñadura de su espada. El soldado de caballería está mirando hacia la batalla.

## Galería

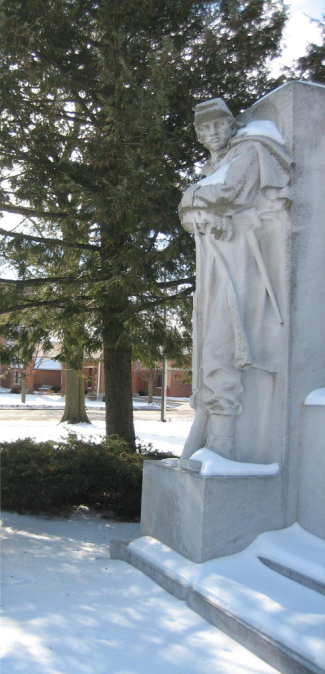
Soldado de infantería
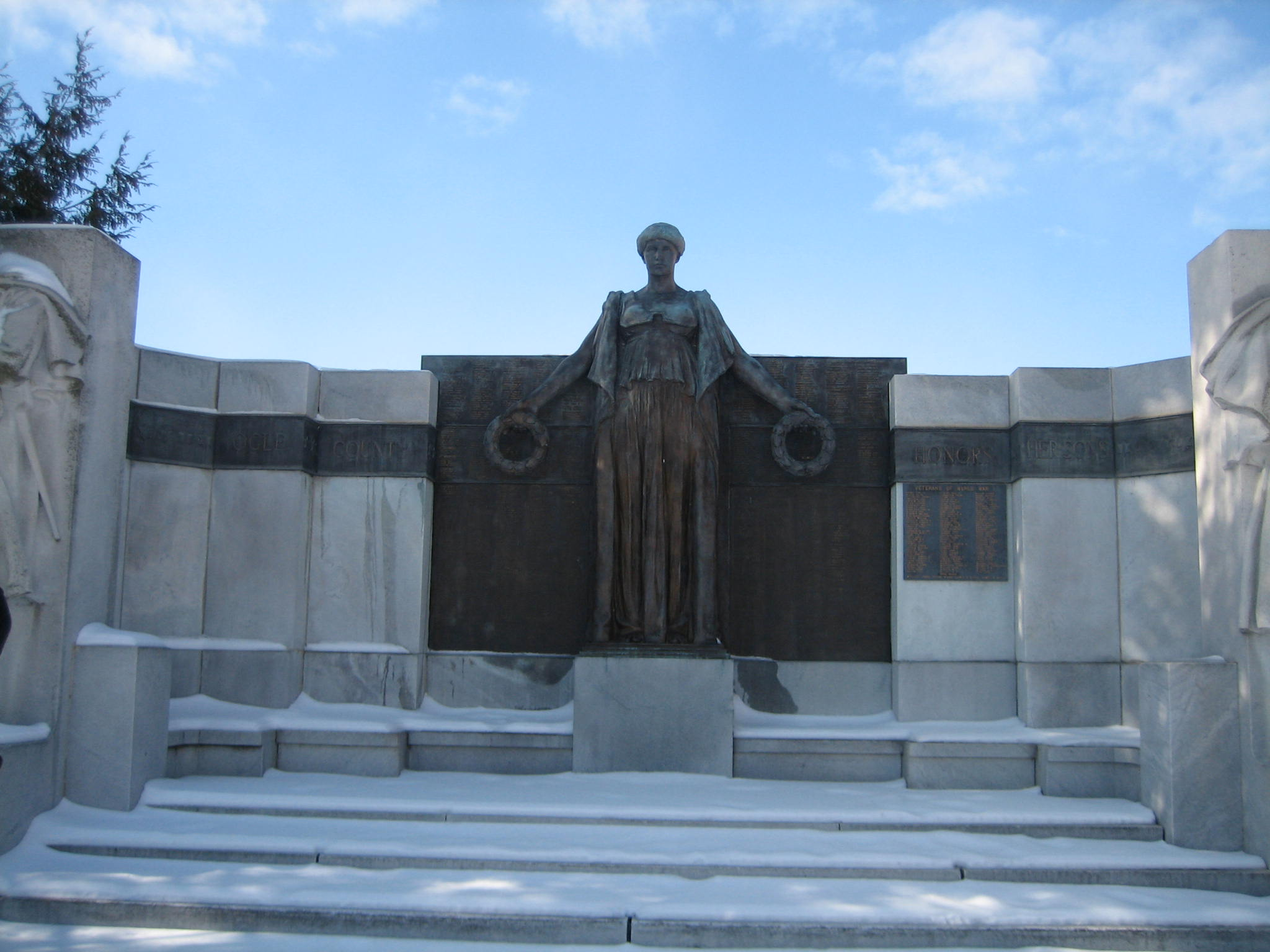
Lorado Taft esculpió la figura femenina central en bronce